# Stethorrhagus penai
Stethorrhagus penai är en spindelart som beskrevs av Alexandre B. Bonaldo och Antonio D. Brescovit 1994. Stethorrhagus penai ingår i släktet Stethorrhagus och familjen flinkspindlar.
Artens utbredningsområde är Ecuador. Inga underarter finns listade i Catalogue of Life.